# جیرا

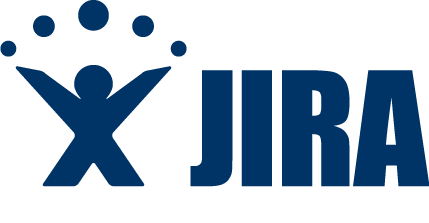
نرم افزار جیرا

جیرا (به انگلیسی: JIRA) یک نرم‌افزار برای موارد کارکرد حرفه‌ای است، که توسط شرکت اطلسین (به انگلیسی: Atlassian) به صورت گسترده‌ای به منظور مدیریت کار، مدیریت پروژه و مدیریت فرایند در بین برنامه‌های بزرگ کد باز مانند en:Linden Labs و en:Second Life و نیز پروژه مرتبطی با نام سیمولاتور باز (به انگلیسی: OpenSimulator)، و همچنین بسیاری از برنامه‌های شناخته شده در دنیای برنامه‌های کد باز استفاده می‌شود. این برنامه برای سیستم‌های با اندازه بزرگ یا عمومی مناسب است و هم‌اکنون بیش از ۱۸۰۰۰۰ مشتری در ۱۰۰ کشور جهان دارد.

## نامگذاری
نام این محصول از مخفف Gojira(معادل ژاپنی گودزیلا) به دست آمده‌است. ریشه این نامگذاری نام مستعاری است که برنامه نویسان شرکت Atlassian روی Bugzilla گذاشته بودند، محصولی که پیش از آن برای Bug Tracking داخلی شان استفاده می‌کردند.

## تاریخچه
جیرا از سال ۲۰۰۴ توسعه پیدا کرده‌است. نام جیرا مترادف کوتاه شده‌ای از نام گودزیلا (که نام موجودی در ژاپن است) می‌باشد.

## مجوز
اطلسین (به انگلیسی: Atlassian) برنامه جیرا را برای استفاده در دنیای برنامه‌های کد باز و همچنین برای سازمان‌های غیرانتفاعی و غیردولتی و غیر آموزشی و غیر تجاری و غیر سیاسی و سکولار به صورت کاملاً رایگان در اختیار می‌گذارد.
برای مشتریان تجاری سورس کد برنامه در صورتی که مشتری برای سفارش برنامه، مجوز برنامه‌نویس (توسعه دهنده) را انتخاب کند، به صورت کامل دراختیار قرار می‌گیرد.
با عرضه نسخه ۳٫۱۳ برنامه جیرا، درصورتی که شخصی استفاده تجاری نداشته باشد، یک مجوز رایگان در اختیار او قرار می‌گیرد.

## معماری
جیرا با زبان جاوا نوشته شده و از مجموعه فناوری‌های Pico IOC, ofbiz entity engine و webwork 1 technology استفاده می‌کند. جیرا در قسمت فراخوانی از راه دور (به انگلیسی: Remote Procedure Call) از XML-RPC SOAP، و یک JAVA API پشتیبانی می‌کند.

### یکپارچگی با مدیریت زنجیره تأمین
جیرا با برنامه‌های (مدیریت زنجیره تأمین) سورس کنترل مانند Subversion, CVS, Clear-case، ویژوال سورس‌سیف، مرکوریال و Perforce یکپارچه است.

### زبان‌های پشتیبانی شده
جیرا زبان‌های انگلیسی، ژاپنی، آلمانی، فرانسی و اسپانیایی را پشتیبانی می‌نماید. نسخه فارسی جیرا توسط شرکت‌های ایرانی توسعه داده شده‌است و همچنین تقویم شمسی (که در نسخه اصلی وجود ندارد) یکی دیگر از قابلیت‌های اضافه شده جهت پشتیبانی کامل نرم‌افزار از زبان فارسی است.

### زیربنای افزونه
جیرا دارای یک معماری افزونه مربوط به خود است که تعداد بسیار زیادی از افزونه‌ها را بر همین اساس جیرا یا شرکت‌های مرتبط دیگر توسعه داده‌اند. JIRA API به صورت یک API قابل گسترش برای توسعه دهندگان قرار گرفته‌است.

### یکپارچگی با محیط‌های کد نویسی
جیرا با محیط‌های کدنویسی Eclipse و اینتلیج آیدیا یکپارچه‌است و آن‌ها از متصل‌کننده محیط‌های کدنویسی اطلسین استفاده می‌کنند.

## فرزندخواندگی پروژه‌های کد باز
تعداد زیادی از گروه‌های توسعه نرم‌افزار جیرا را به عنوان بخشی از پروژه‌شان استفاده کرده‌اند، از آن جمله می‌توان به JBoss , و اسپرینگ فریمورک، و OpenSymphony, و همچنین Fedora Commons, و نیز Codehaus XFire. نام برد.

## استفاده از جیرا در مدیریت و کنترل پروژه
یکی از کاربردهای این نرم‌افزار استفاده از آن به منظور مدیریت و کنترل پروژه می‌باشد. ویژگی‌های خاص این ابزار همچون امکان تعریف گروه پروژه‌های مختلف با ساختارهای شکست در سطوح مختلف و همچنین امکان تعریف و تخصیص گروه‌های مختلف کاری و نهایتاً تولید گزارش‌های بسیار متنوع مدیریتی باعث شده‌است تا بتوان از این ابزار به جهت مدیریت و مانیتورینگ پروژه نیز استفاده نمود .

### پدرخوانده‌ها
آپاچی از جیرا و باگ زیلا استفاده می‌کند در حال حاضر پروژه‌ها از باگ زیلا به عنوان گزینه‌ای برای مهاجرت به جیرا در هر زمانی استفاده می‌کنند.
در یک ارزیابی در اکتبر ۲۰۰۶، Python.org، وب سایت رسمی زبان برنامه‌نویسی پایتون، یک انتقال از سورس فورج به یک سیستم دیگر پیگیری درخواست را مورد ارزیابی قرار داد، و برای برنامه واسط کاربران، از جیرا، راند آپ برای پیگیری درخواست و تراک به عنوان برنامه‌های جایگزین معرفی شدند. این ارزیابی برای راندآپ باعث به وجود آمدن یک چالش شد.
در سال ۲۰۰۷، ای کلیپس درارتباط با جایگزینی باگ زیلا با جیرا بحث کرد. اما این مباحث منجر به جابجایی نشد، به این خاطر که هزینه جابجایی بسیار بالا بود و منفعتی نداشت. به علاوه اینکه جیرا یک برنامه کد باز نیست.